# Grotte aux crocodiles de El-Maabdeh
La grotte aux crocodiles de El-Maabdeh, également connue sous le nom de grotte de Samoun ou de Souroud, est une grotte sépulcrale égyptienne, à la localisation incertaine, située dans le désert arabique, en face de la ville moderne de Manfalout (en).
Véritable attraction touristique au cours du XIXe siècle, elle était réputée pour contenir de nombreuses momies animales (en grande majorité des crocodiles, mais également des serpents, rapaces, chiens, chats, lézards voire des grenouilles et des poissons) et humaines. Toutefois, la plupart ont été détruites lors d'un immense incendie survenu dans les grottes au cours des années 1880. Plusieurs papyri de la collection Harris, ainsi que des armures en peau de crocodiles auraient également été découvert dans ces souterrains.

## Description

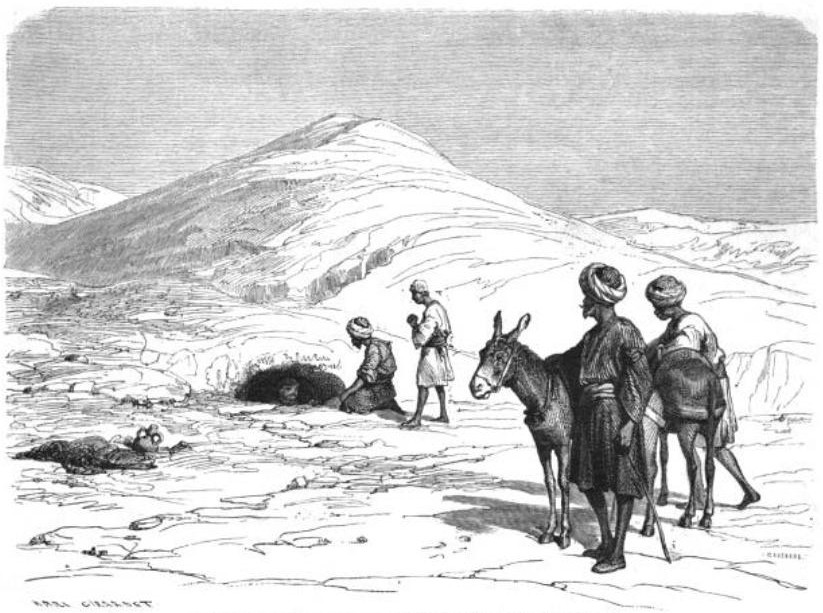
Entrée des grottes de Semoun. — Dessin de Karl Girardet d’après M. Georges.

L'entrée par lequel les touristes accédaient à cette grotte est située au pied du mont Gebel Aboofayda en face de Manfalout sur la rive est du Nil, et à une courte distance du fleuve. Il s'agit d'une grotte d'origine naturelle située à l'intérieur de la montagne, qui se ramifie en formant plusieurs chambres d'environ un mètre de hauteur et neuf à douze mètres de largeur.
La grotte est initialement spacieuse, de sorte que le visiteur peut y accéder en marchant normalement, tandis que progressivement ses dimensions deviennent si petites qu'un passage ultérieur et un accès aux espaces sacrés ne deviennent possibles qu'en position horizontale et en rampant. Outre les crocodiles sacrés, dans la grotte sont placés les corps d'hommes, de femmes et d'enfants morts, dans diverses positions. Certains sont placés allongés, tandis que d’autres sont debout, appuyés contre les parois de la grotte. On pense également que la grotte était auparavant occupée par des fossoyeurs, car de nombreuses momies sont démembrées et leurs membres sont éparpillés sur le sol.
La grotte aurait contenu un grand nombre de crocodiles sacrés embaumés dans toutes les chambres de la grotte. Ces momies sont placées les unes à côté des autres et entourées de petits crocodiles nouveau-nés, encore plus nombreux.
On rapporte qu'en 1895 cette grotte n'avait pas été entièrement explorée, tandis que l'on pense qu'il y aurait également une entrée principale, encore inconnue.

## Chronologie

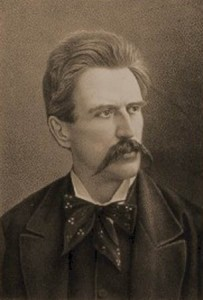
Paolo Panceri, photo publiée en 1878.

La première étude scientifique de cette grotte fut organisée par l'archéologue italien Paolo Panceri (en), professeur d'anatomie à l'université de Naples, lors d'une mission d'exploration effectuée en 1873-74, avec la collaboration du Muséum d'histoire naturelle de Milan.

## Momies et artefacts provenant de la grotte de El-Maabdeh

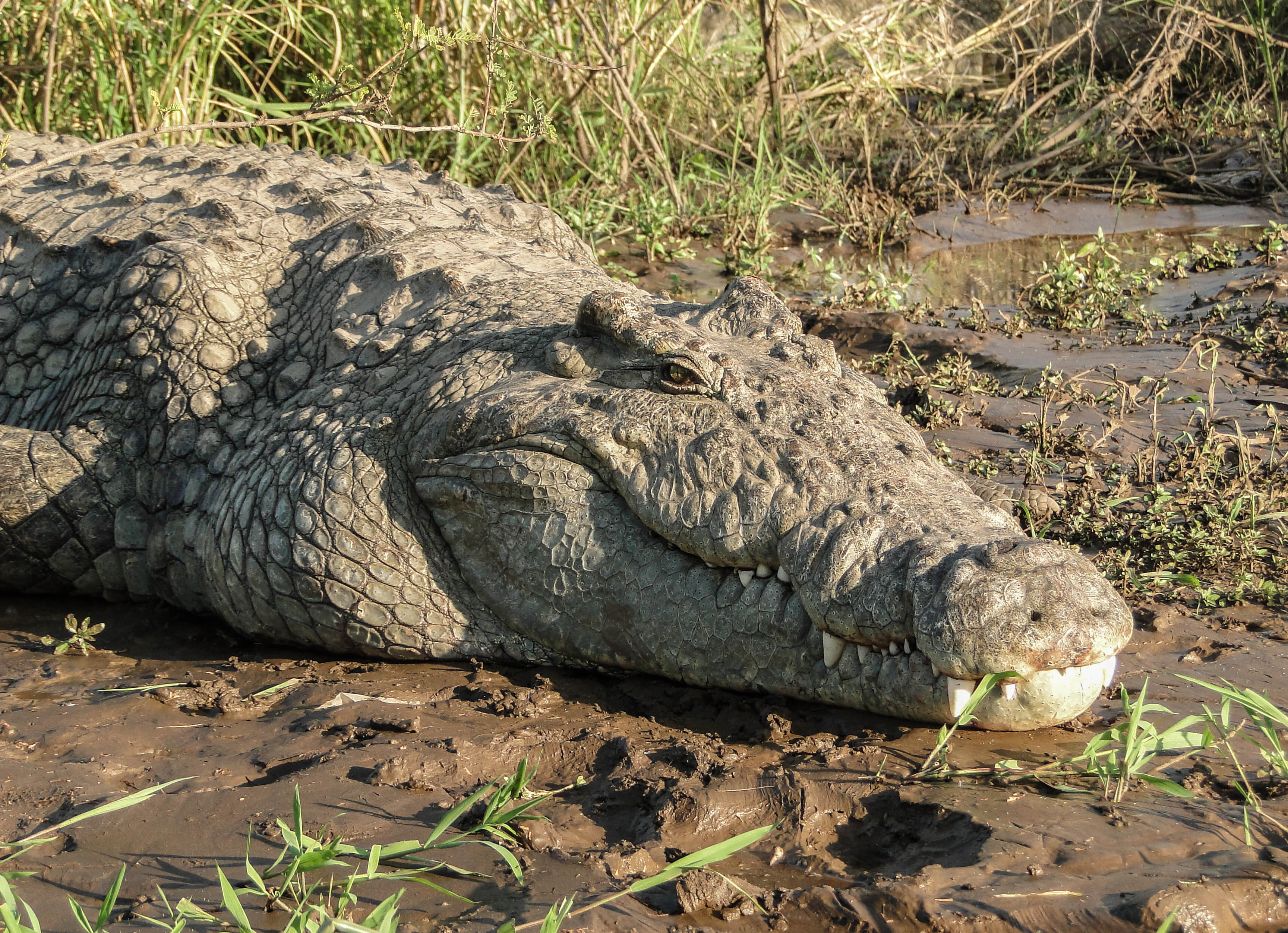
Crocodile du Nil (Crocodylus niloticus)

Différents musées et collectionneurs privés possèdent des momies provenant de la grotte aux crocodiles de El-Maabdeh :
- Le British Museum possèderait plusieurs momies de crocodiles provenant de Manfalout[3].
- Le musée suédois de Bohusläns (en) possède deux momies de crocodiles prétendument découvertes dans ces souterrains[4].
- Frédéric Colladon fit don de plusieurs momies de crocodile au musée d'Art et d'Histoire de Genève (MAH) en 1836[5],[6].
- James Douglas a acquis une momie de crocodile, exhumée dans la grotte de Samoun, lorsqu'il voyageait en Égypte, entre 1851 et 1895. Son fils, James Douglas Jr, en fit don au Metropolitan Museum of Art en 1890[7].